# NGC 5379
NGC 5379 (другие обозначения — UGC 8860, MCG 10-20-49, ZWG 295.26, PGC 49508) — галактика в созвездии Большая Медведица.
Этот объект входит в число перечисленных в оригинальной редакции «Нового общего каталога».